# Чемпионат России по вольной борьбе 2009
Чемпионат России по вольной борьбе 2009 года проходил с 3 по 5 июля в Казани (Татарстан).

## Медалисты
| Категория | Золото                        | Серебро                           | Бронза                                                          |
| --------- | ----------------------------- | --------------------------------- | --------------------------------------------------------------- |
| До 55 кг  | Виктор Лебедев Красноярск     | Осип Михайлов Якутия              | Нариман Исрапилов Дагестан Расул Машезев Кабардино-Балкария     |
| До 60 кг  | Бесик Кудухов Северная Осетия | Опан Сат Красноярск               | Владимир Вильмов Бурятия Баяр Цыренов Бурятия                   |
| До 66 кг  | Расул Джукаев Чечня           | Арсен Маиров Кабардино-Балкария   | Амир Беруков Дагестан Адам Батиров Дагестан                     |
| До 74 кг  | Денис Царгуш Москва           | Александр Гостиев Северная Осетия | Аниуар Гедуев Кабардино-Балкария Таймураз Фриев Северная Осетия |
| До 84 кг  | Абдусалам Гадисов Дагестан    | Альберт Саритов Красноярск        | Сослан Кцоев Северная Осетия Анзор Уришев Кабардино-Балкария    |
| До 96 кг  | Хаджимурат Гацалов Москва     | Ибрагим Саидов Дагестан           | Георгий Кетоев Северная Осетия Шамиль Ахмедов Дагестан          |
| До 120 кг | Билял Махов Дагестан          | Бахтияр Ахмедов Дагестан          | Сослан Гаглоев Северная Осетия Александр Ковалевский ХМАО       |